# Písečná (district de Jeseník)
Pour les articles homonymes, voir Písečná.
Písečná (avant 1948 : Sandhýbl ; en allemand : Sandhübel) est une commune du district de Jeseník, dans la région d'Olomouc, en République tchèque. Sa population s'élevait à 972 habitants en 2020.

## Géographie
Písečná se trouve à 7 km au nord-nord-est de Jeseník, à 76 km au nord d'Olomouc et à 202 km à l’est de Prague.
La commune est limitée par Supíkovice au nord, par Hradec-Nová Ves au nord-est, par Mikulovice à l'est et au sud, et par Česká Ves à l'ouest.

## Histoire
La première mention écrite de la localité date de 1284.